# Феддаль, Зухаир
Зухаир Феддаль (фр. Zouhair Feddal Agharbi; 1 января 1989 года, Тетуан, Марокко) — бывший марокканский футболист, выступал на позиции защитника. Участник летних Олимпийских игр 2012.

## Клубная карьера
Родившийся в Тетуане Зухаир Феддаль начал заниматься футболом в местном «Магребе». Когда ему было 6 лет, его семья перебралась в Испанию. В 2006—2007 годах он тренировался в юношеской системе французского «Монако». В 2008 году Феддаль стал выступать на взрослом уровне, играя за команду испанской Терсеры «Вилажуига». В 2009 году он перешёл в клуб рангом выше, в «Террассу». После чего вновь вернулся в Терсеру, выступая за «Теруэль». В 2010—2011 годах Феддаль играл за «Сан-Роке», а в 2011—2012 годах — за «Эспаньол B».
В сентябре 2012 года Феддаль перешёл в клуб марокканской Ботолы ФЮС. 28 сентября в гостевом матче против «Хассани Агадир» он дебютировал на высшем уровне, а спустя 3 недели Феддаль забил свой первый гол в рамках Ботолы, сравняв счёт в дерби со столичной командой ФАР.
В конце августа 2013 года Феддаль подписал контракт с клубом итальянской Серии А «Парма», и тут же он был отдан в аренду «Сиене», выступавшей в сезоне 2013/14 в Серии B. В начале августа 2014 года также на правах аренды перешёл в «Палермо», в составе которого 15 сентября он дебютировал в Серии А, выйдя в стартовом составе в гостевом поединке против «Вероны». В начале февраля 2015 года Феддаль вернулся в «Парму». После её вылета из Серии А и банкротства он 8 августа 2015 года подписал трёхлетний контракт с испанским клубом «Леванте».
22 августа 2015 года Феддаль забил свой первый гол в испанской Примере, забив второй мяч «Леванте» в гостевой встрече с хихонским «Спортингом».
16 июля 2016 года подписал трёхлетний контракт с клубом «Алавес».
24 июля 2017 года перебрался в «Реал Бетис», с которым заключил контракт на 4 года.
18 августа 2020 года подписал двухлетнее соглашение с лиссабонским «Спортингом».

## Карьера в сборной
Зухаир Феддаль был включён в состав олимпийской сборной Марокко на футбольный турнир Олимпийских игр 2012 года в Лондоне. Там провёл 1 матч, отыграв все 90 минут встречи против Испании и получив на 39-й минуте жёлтую карточку.
14 ноября 2012 года Зухаир Феддаль дебютировал за основную сборную Марокко в домашнем товарищеском матче против сборной Того.

## Достижения
«Спортинг»
- Чемпион Португалии: 2020/21
- Обладатель Кубка португальской лиги: 2020/21
- Обладатель Суперкубка Португалии: 2021